# Cumbre de Singapur
La cumbre de Singapur fue una reunión entre los líderes de Corea del Norte, Kim Jong-un, y de los Estados Unidos, Donald Trump, realizada el 12 de junio de 2018 en el Hotel Capella, isla de Sentosa, Singapur. Es la primera vez que se reúnen un presidente en funciones de los Estados Unidos y el líder de Corea desde la Guerra de Corea.

## Antecedentes

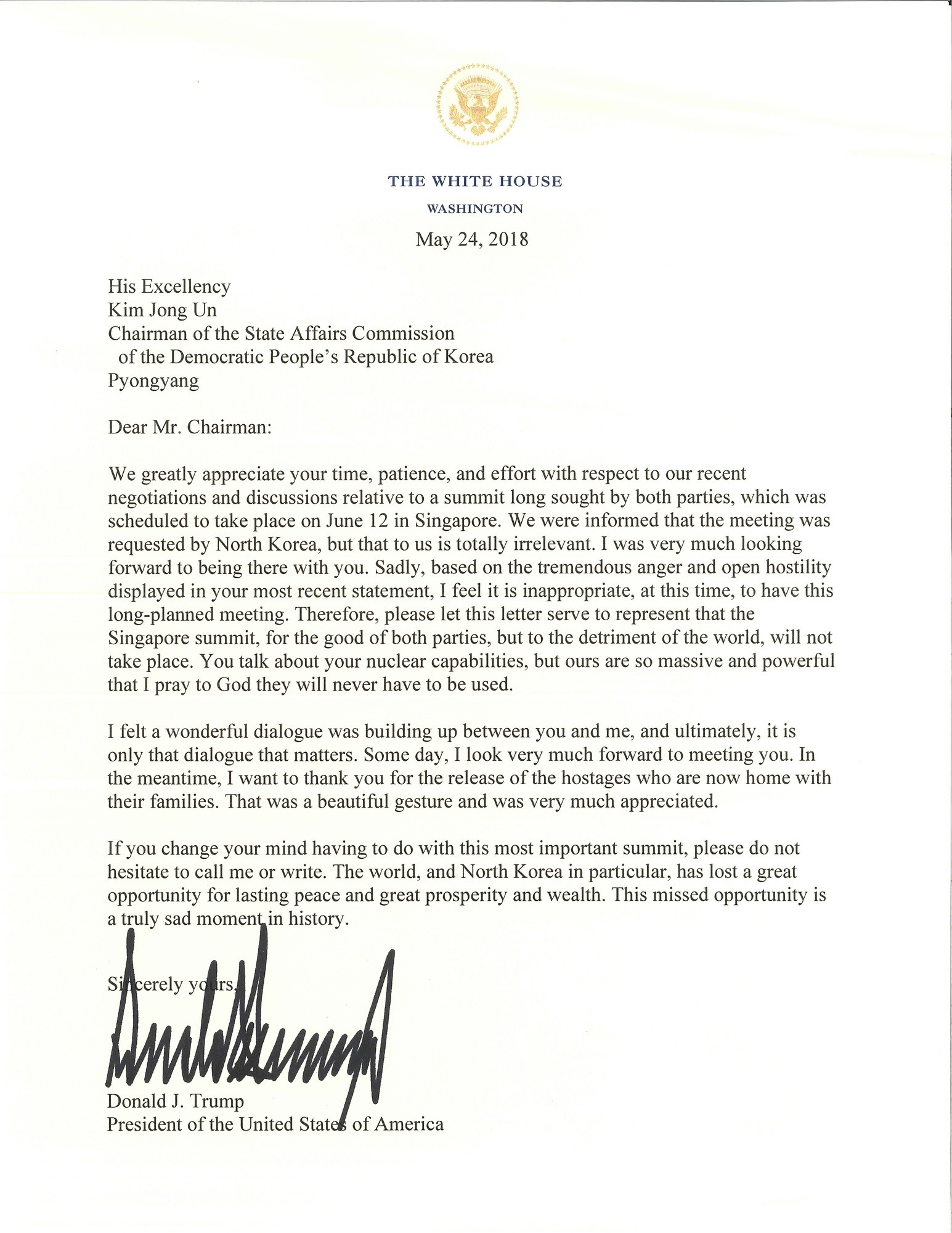
En una primera instancia: Carta de la Casa Blanca enviada al gobierno norcoreano en donde se cancelaba la reunión.

El 31 de marzo y posiblemente el 1 de abril, el entonces director de la CIA, Mike Pompeo se reunió secretamente con Kim Jong-un en Pionyang, donde discutieron la posibilidad de una cumbre entre Kim y el presidente Donald Trump. La reunión fue anunciada por la Casa Blanca el 8 de marzo de 2018, ocasión en que la secretaria de Prensa Sarah Huckabee Sanders dijo que «mientras tanto, todas las sanciones y la presión máxima tienen que mantenerse». Kim se refirió a las preparaciones para la reunión en comentarios realizados al Politburó del Partido del Trabajo de Corea el 9 de abril.
El 15 de mayo de 2018, Corea del Norte cortó los diálogos con Corea del Sur y amenazó cancelar la prevista cumbre con Estados Unidos, debido a los ejercicios militares entre ambos países. El 24 de mayo de 2018, Estados Unidos anunció su retiro oficial de la cumbre. Sin embargo, al día siguiente, el presidente Trump cambió su rumbo y dejó abierta la posibilidad de realizar la cumbre con Kim el 12 de junio en Singapur, en respuesta a un mensaje de Corea del Norte que Trump encontró sorprendentemente amistoso.
El 30 de mayo, el general norcoreano Kim Yong-chol viajó a Nueva York para reunirse con Mike Pompeo, ahora secretario de Estado. Las negociaciones entre Kim y Pompeo continuaron el día siguiente, y luego este último afirmó a la prensa que se habían hecho «buenos progresos» entre ambas naciones. El 1 de junio, Trump confirmó que la reunión se realizaría el 12 de junio, tras reunirse con el general norcoreano Kim Yong-chol en la Casa Blanca.

## La reunión

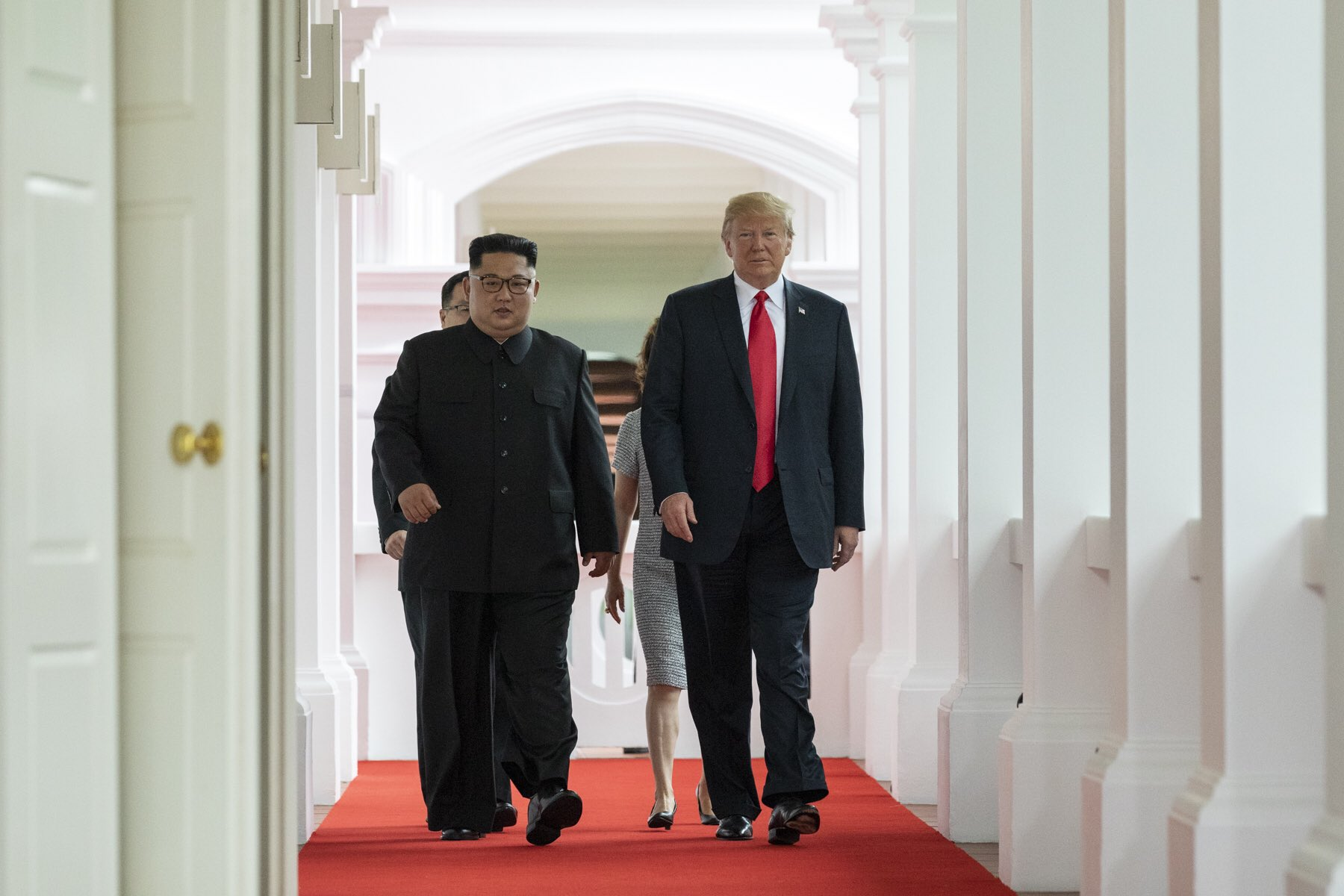
Kim y Trump caminan hacia la sala de la cumbre durante la Cumbre de Singapur RPDC-EE. UU.

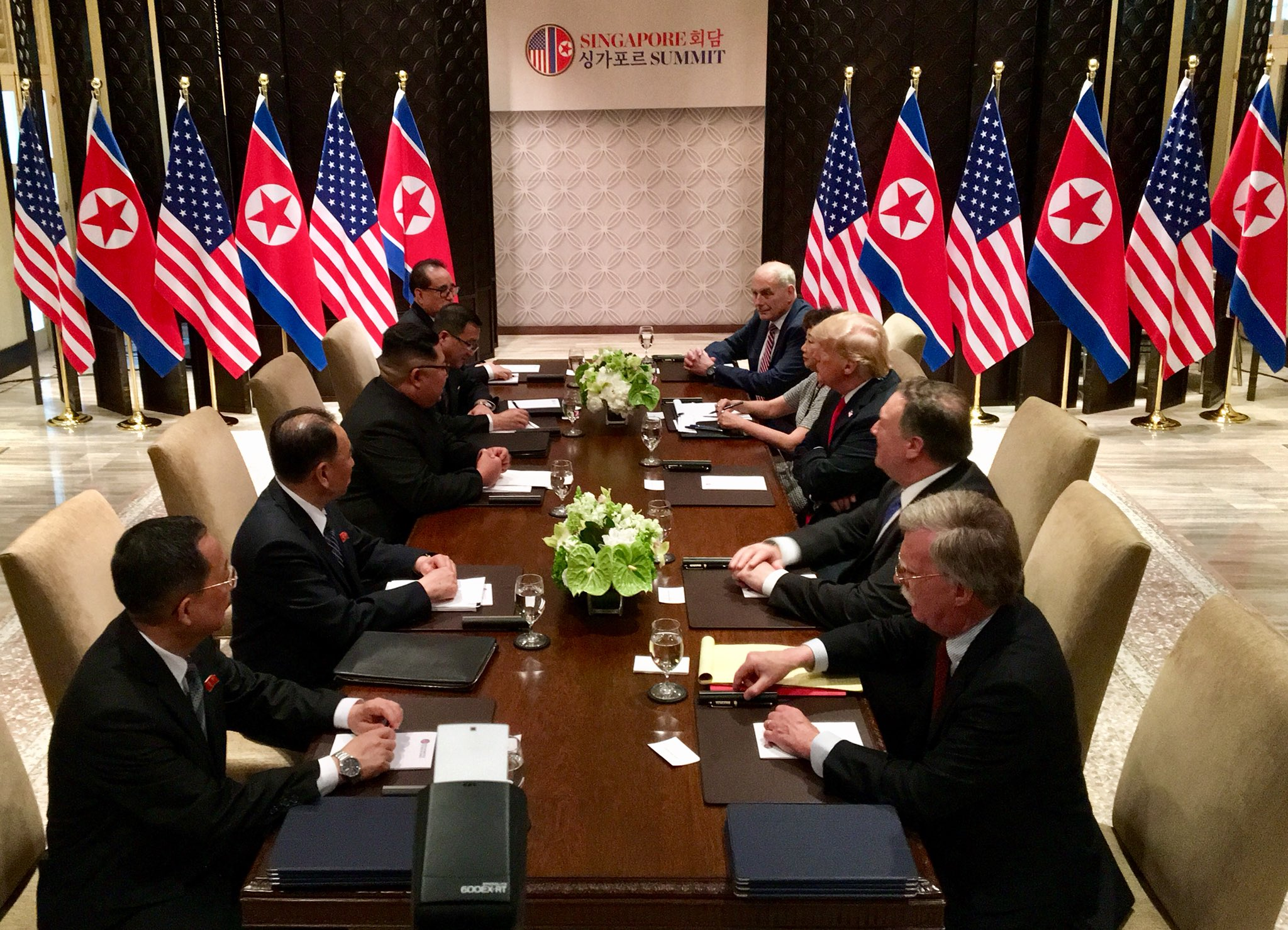
Reunión bilateral de Estados Unidos y Corea del Norte con las respectivas delegaciones

Los líderes se encontraron poco después de las 09:00 de la mañana (hora local), del 12 de junio de 2018, en el Hotel Capella, ubicado en la isla de Sentosa, Singapur. Tras darse apretón de manos ante la prensa, Kim afirmó que «Hemos superado muchos obstáculos para llegar aquí», mientras que Trump dijo «Vamos a tener una gran relación». Luego se dirigieron a una habitación del hotel para sostener una reunión privada durante unos 45 minutos, acompañados solo por sus intérpretes.

## Futuro
El presidente de EE. UU., Donald Trump, aseguró durante un encuentro con el presidente de Corea del Sur, Moon Jae-in, en el marco de la Asamblea General de la ONU, que tendrá una segunda cumbre con el líder de Corea del Norte, Kim Jong un, en un futuro y que el lugar está por determinarse.